# 穆尔达克门斯站
穆尔达克门斯站是里加-陶格夫匹尔斯铁路线上的一座火车站，车站位于艾茲克勞克萊市鎮。该车站于1972年建成并启用，然而拉脱维亚铁路决定在2019年12月起减少停靠本站的客运列车班次。车站不设有售票处。